# Улица Блохина (Новополоцк)
Улица Блохина (бел. Вуліца Блахіна) — улица в Новополоцке.

## Описание
Находится в северо-западной части города (2-й и 3-й микрорайоны) и тянется с северо-запада на юго-восток от улицы Ктатарова до улицы Калинина, после которой переходит в улицу Комсомольская. Длина улицы около 1600 метров.
Назван в 1963 году в честь Петра Блохина, одного из первых строителей города, пионера и активиста, который умер двумя годами ранее в возрасте 23 лет.
Вдоль улицы проложены трамвайные пути, есть три трамвайные остановки: «Техникум», «Автовокзал» и «Университет». Автобусные маршруты: 5, 6, 10, 11, 15, 20, 21.

## Социальные объекты
- Полоцкий государственный университет
- № 8 — автовокзал (архитектор И. Каменский)[1].
- Рынок и другие торговые объекты
- Поликлиника № 1
- Детская поликлиника
- Типография
- Баня
- Школа № 3